# Коригований інтервал QT

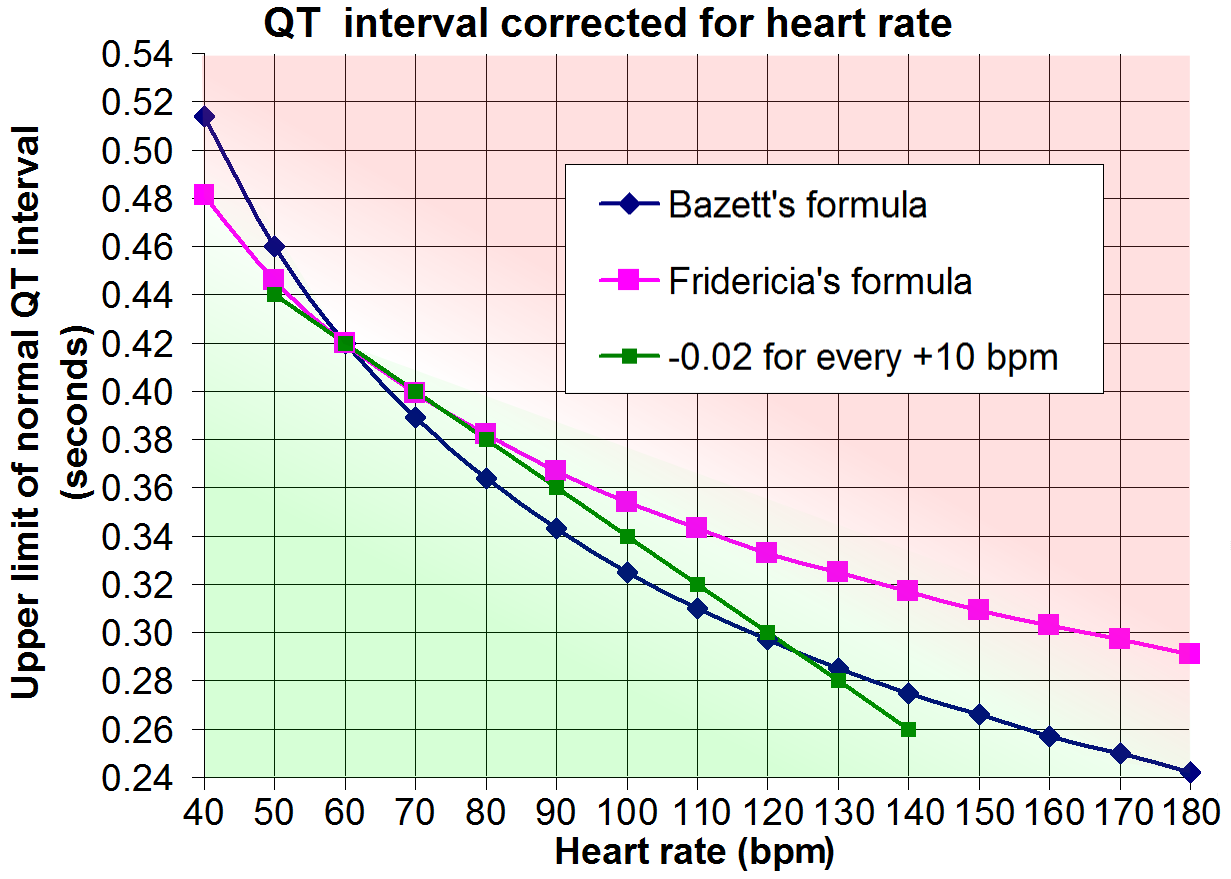
Величини належного коригованого інтервалу QT згідно з формулами Базета та Фредеріка

Коригований інтервал QT (QTc) (c — від англ. corrected) — розрахунковий показник, який відображає скоригований по частоті серцевих скорочень інтервал QT. Розрахунок проводять за допомогою спеціальних формул:
- формула Базета — {\displaystyle QTc(B)={\frac {QT}{\sqrt {RR}}}};

- формула Фредеріка — {\displaystyle QTc(F)={\frac {QT}{\sqrt[{3}]{RR}}}};

- формула Сагі — QTc(S) = QT + 0,154×(1000 − RR),

де QTc — коригований інтервал QT, а QT та RR — інтервали в секундах, що вимірюються вручну на електрокардіограмі.
Після розрахунку QTc, необхідно його зіставити з належними (нормативними) показниками, які розраховуються за допомогою іншої формули:
QTc(н)=k•√RR,
де QTc(н) — належний QTc, а k — коефіцієнт, що становить 0,37 для чоловіків, 0,39 для жінок та 0,38 для дітей.
| Інтервал QT | QTc у чоловіків | QTc у жінок |
| нормальний  | 320-430         | 320-450     |
| межовий     | 430-450         | 450-470     |
| подовжений  | > 450           | > 470       |

Таким чином, якщо QTc більший, або менший належного, то можна говорити про подовження, або вкорочення інтервалу QT відповідно.